# Phú Khánh (tỉnh)
Phú Khánh là một tỉnh cũ của Việt Nam tồn tại từ ngày 29 tháng 10 năm 1975 đến 30 tháng 6 năm 1989.

## Địa lý
Tỉnh Phú Khánh có vị trí địa lý:
- Phía bắc giáp tỉnh Nghĩa Bình.
- Phía nam giáp tỉnh Thuận Hải.
- Phía đông giáp biển Đông.
- Phía tây giáp các tỉnh Gia Lai - Kon Tum, Đắk Lắk và Lâm Đồng.

## Lịch sử
Tỉnh Phú Khánh được hợp nhất từ tỉnh Phú Yên, tỉnh Khánh Hòa, thành phố Nha Trang và thị xã Cam Ranh thời Việt Nam Cộng Hòa.
Sau khi thành lập tỉnh Phú Khánh, các huyện mới cũng được thành lập trên cơ sở hợp nhất các huyện cũ, cụ thể: 
- Hợp nhất thị xã Cam Ranh và huyện Cam Lâm thành huyện Cam Ranh.
- Hợp nhất hai huyện Vạn Ninh và Ninh Hòa thành huyện Khánh Ninh.
- Hợp nhất hai huyện Diên Khánh và Vĩnh Xương thành huyện Khánh Xương.
- Hợp nhất huyện Vĩnh Khánh với một số xã của huyện Vĩnh Sơn thành huyện Khánh Vĩnh.
- Sáp nhập các xã còn lại của huyện Vĩnh Sơn vào huyện Khánh Sơn.
- Hợp nhất hai huyện Sơn Hòa và Sông Hinh thành huyện Tây Sơn.
- Hợp nhất quận I và quận II của thành phố Nha Trang (cũ) thành thị xã Nha Trang (thị xã tỉnh lỵ tỉnh Phú Khánh).[1]

Tỉnh Phú Khánh vào cuối năm 1975 bao gồm thị xã Nha Trang (tỉnh lị), thị xã Tuy Hòa và 9 huyện: Cam Ranh, Đồng Xuân, Khánh Ninh, Khánh Sơn, Khánh Vĩnh, Khánh Xương, Tây Sơn, Tuy An, Tuy Hòa.
Tháng 3 năm 1977, thành lập các huyện lớn như sau:
- Sáp nhập huyện Khánh Sơn vào huyện Cam Ranh
- Hợp nhất 2 huyện Khánh Xương và Khánh Vĩnh thành huyện Diên Khánh
- Hợp nhất 2 huyện Tuy An, Đồng Xuân và 4 xã: Sơn Long, Sơn Đỉnh, Sơn Xuân, Phú Mỗ của huyện Tây Sơn được hợp nhất thành huyện Xuân An
- Sáp nhập thị xã Tuy Hòa vào huyện Tuy Hòa và chuyển thị xã Tuy Hòa thành thị trấn Tuy Hòa thuộc huyện Tuy Hòa
- Sáp nhập 7 xã: Vĩnh Thái, Vĩnh Thanh, Vĩnh Trung, Vĩnh Lương, Vĩnh Phương, Vĩnh Hiệp và Vĩnh Ngọc của huyện Vĩnh Xương cũ vào thị xã Nha Trang, và được chuyển thành thành phố Nha Trang.

Tháng 9 năm 1978, tái lập thị xã Tuy Hòa từ một phần huyện Tuy Hòa, chia huyện Xuân An thành 2 huyện: Tuy An và Đồng Xuân, đồng thời, 4 xã: Sơn Xuân, Sơn Long và Sơn Định của huyện Xuân An cũ được chuyển về huyện Tây Sơn.
Tháng 3 năm 1979, chia lại huyện Khánh Ninh thành 2 huyện: Ninh Hòa và Vạn Ninh.
Tháng 12 năm 1982, huyện đảo Trường Sa thuộc tỉnh Đồng Nai được sáp nhập vào tỉnh Phú Khánh.
Tháng 12 năm 1984, chia huyện Tây Sơn thành 2 huyện: Sông Hinh và Sơn Hoà.
Ngày 27 tháng 6 năm 1985, tái lập huyện Khánh Sơn từ một phần huyện Cam Ranh; tái lập huyện Khánh Vĩnh từ một phần huyện Diên Khánh; thành lập huyện Sông Cầu từ một phần huyện Đồng Xuân..
Đến cuối năm 1988, tỉnh Phú Khánh có 15 đơn vị hành chính trực thuộc, bao gồm: thành phố Nha Trang (tỉnh lị), thị xã Tuy Hòa và 13 huyện: Cam Ranh, Diên Khánh, Đồng Xuân, Khánh Sơn, Khánh Vĩnh, Ninh Hòa, Sơn Hòa, Sông Cầu, Sông Hinh, Trường Sa, Tuy An, Tuy Hòa, Vạn Ninh.
Ngày 30 tháng 6 năm 1989, kỳ họp thứ 5 Quốc hội khóa VIII ra nghị quyết chia tỉnh Phú Khánh để tái lập tỉnh Phú Yên và tỉnh Khánh Hòa:
- Tỉnh Khánh Hòa bao gồm thành phố Nha Trang và 7 huyện: Cam Ranh (sau là thành phố Cam Ranh và huyện Cam Lâm), Diên Khánh, Khánh Sơn, Khánh Vĩnh, Ninh Hòa (sau là thị xã Ninh Hòa), Trường Sa, Vạn Ninh.
- Tỉnh Phú Yên gồm thị xã Tuy Hòa (sau là thành phố Tuy Hòa) và 6 huyện: Đồng Xuân, Sơn Hòa, Sông Cầu (sau là thị xã Sông Cầu), Sông Hinh, Tuy An, Tuy Hòa (sau là huyện Tây Hòa và thị xã Đông Hòa).